# Comitatul Westlock, Alberta
Comitatul Westlock, din provincia Alberta, Canada este un district municipal, amplasare coordonate 54°09′08″N 113°51′04″W / 54.152222°N 113.85111°V. Districtul se află în Diviziunea de recensământ 13. El se întinde pe suprafața de 3,170.71 km2  și avea în anul 2011 o populație de 7,644 locuitori.
Cities Orașe
--
Towns Localități urbane
- Westlock

Villages Sate
- Clyde

Summer villages Sate de vacanță
- Larkspur

Hamlets, cătune
- Busby
- Dapp
- Fawcett
- Jarvie
- Nestow
- Pibroch
- Pickardville
- Tawatinaw
- Vimy

Așezări
- Analta
- Anton Lake
- Arvilla
- Deeney
- Eastburg
- Eunice
- Fawn Lake
- French Creek
- Halach
- Halcreek
- Halfway Lake
- Jeffrey
- Linaria
- Pembina Heights
- Regal Park
- Rossington
- Shoal Creek
- Sylvan Glen
- Waugh

1. 1 2  Population and dwelling counts, for Canada, provinces and territories, and census subdivisions (municipalities), 2016 and 2011 censuses – 100% data (în engleză), 20 februarie 2019